# David Bennent
David Bennent, född den 9 september 1966 i Lausanne, är en schweizisk skådespelare. Han är son till skådespelaren Heinz Bennent och dansösen Diane Mansart. Hans syster Anne är också skådespelerska.
Bennent har bott i Tyskland och Frankrike. Utöver modersmålet tyska talar han också franska flytande.
Då han var elva år gammal spelade han huvudrollen i Volker Schlöndorffs film Blecktrumman. Bennents tolkning av Oskar Matzerath erhöll mycket god kritik, men det ifrågasattes också att en elvaåring visades i sexscener med en vuxen.